# Swietłana Gundarienko
Swietłana Aronowna Gundarienko (ros. Светлана Ароновна Гундаренко, ur. 23 czerwca 1969 w Czelabińsku) – radziecka, a potem rosyjska judoczka. Dwukrotna olimpijka. Zajęła siódme miejsce w Barcelonie 1992 i piąte w Atlancie 1996. Walczyła w wadze ciężkiej.
Brązowa medalistka mistrzostw świata w 1993; piąta w 1989, 1995 i 1999; uczestniczka zawodów w 1991 i 1997. Startowała w Pucharze Świata w latach 1989, 1990, 1993, 1995, 1996 i 1998-2000. Zdobyła sześć medali na mistrzostwach Europy w latach 1991-1996. Mistrzyni Rosji w 1992, 1993, 1994, 1995 i 1998; druga w 1997 i 1999. Mistrzyni ZSRR w 1988 i 1989; trzecia w 1987 roku.

## Letnie Igrzyska Olimpijskie 1992
| Konkurencja | Eliminacje         | Eliminacje                  | Eliminacje              | Repasaże                | Repasaże               | Klas. końcowa |
| Konkurencja | Przeciwnik I       | Przeciwnik I                | 1/4                     | Przeciwnik I            | Przeciwnik II          | Miejsce       |
| ----------- | ------------------ | --------------------------- | ----------------------- | ----------------------- | ---------------------- | ------------- |
| +72 kg      | Heba Hefny (EGY) Z | Monique van der Lee (NED) Z | Natalina Lupino (FRA) P | Nilmarí Santini (PUR) Z | Beata Maksymow (POL) P | 7.            |

## Letnie Igrzyska Olimpijskie 1996
| Konkurencja | Eliminacje                | Eliminacje          | Finały             | Finały                  | Klas. końcowa |
| Konkurencja | Przeciwnik I              | 1/4                 | 1/2                | o 3 miejsce             | Miejsce       |
| ----------- | ------------------------- | ------------------- | ------------------ | ----------------------- | ------------- |
| +72 kg      | Edinanci da Silva (BRA) Z | Éva Gránitz (HUN) Z | Sun Fuming (CHN) P | Christine Cicot (FRA) P | 5.            |